# Nandiala
Nandiala ist sowohl eine Gemeinde (französisch commune rurale) als auch ein dasselbe Gebiet umfassendes Departement im westafrikanischen Staat Burkina Faso, in der Region Centre-Ouest und der Provinz Boulkiemdé.
Die Gemeinde hat in fünf Dörfern 23.266 Einwohner (Stand: 2006).